# 서울특별시의 역사

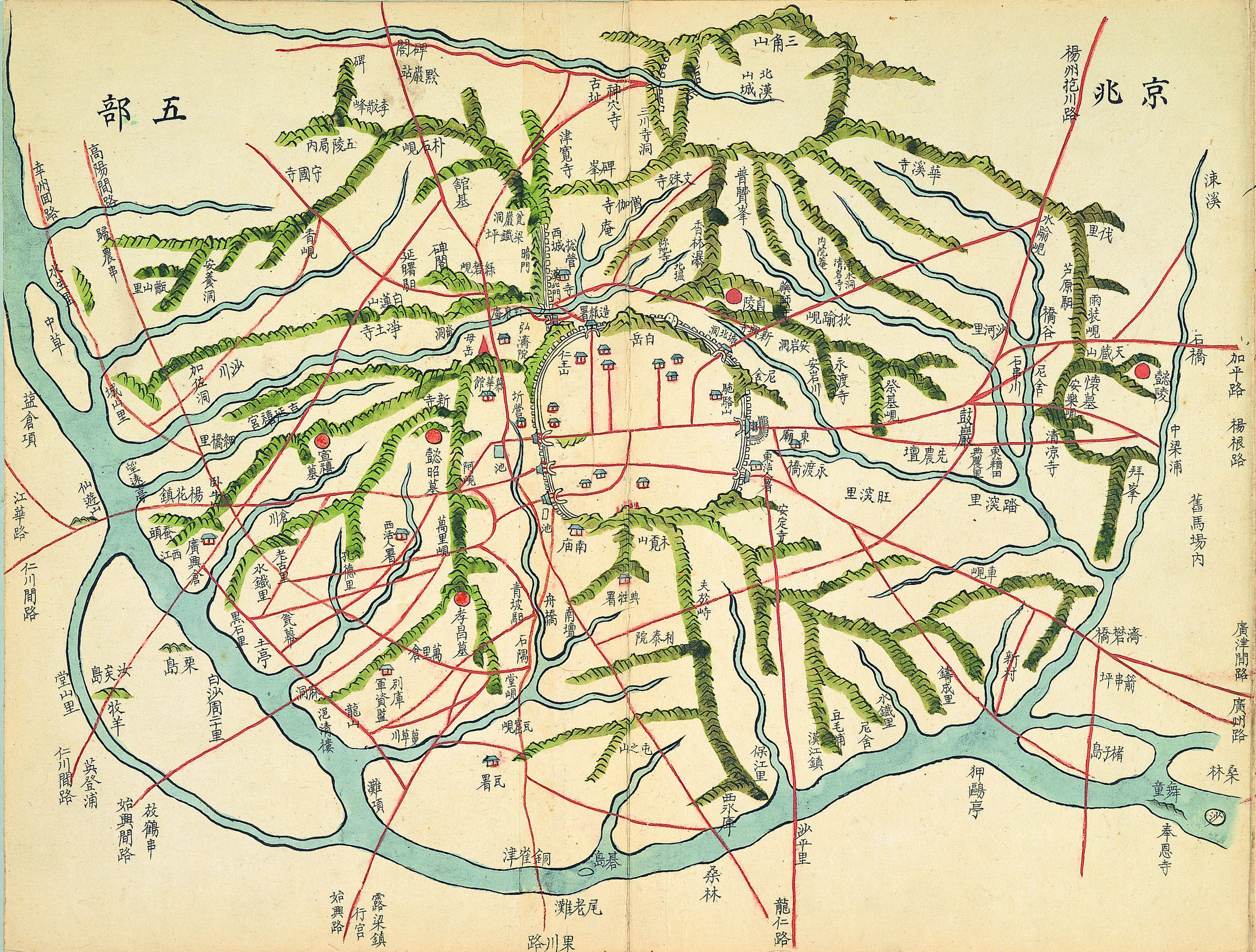
서울의 옛 지도인 경조오부도.

서울특별시는 대한민국의 수도이며, 과거 백제, 조선의 수도였다. 서울은 시대에 따라 위례성(慰禮城), 한성(漢城), 한산(漢山), 북한산(北漢山), 남평양(南平壤), 한양(漢陽), 양주(楊州), 남경(南京), 경성(京城) 등 여러 명칭으로 불렸다.
서울이라는 이름은 신라의 수도를 가리키던 '서라벌'이 '셔ᄫᅳᆯ'(예. 용비어천가)을 거쳐 '서울'로 변형된 말로 추정된다. 현대의 서울특별시는 1946년 경성부가 서울시로 개칭되며 만들어졌다.

## 고대
서울은 삼한의 중심이었던 마한 세력이 터를 잡고 부족국가 연맹체를 형성하였는데, 기원전 18년 부여계의 일파인 백제의 온조왕이 고구려의 왕위 계승에서 밀리자 한강 유역으로 남하해 위례성을 도읍으로 삼아 나라를 세웠다. 위례성은 당시 한성(漢城)으로도 불렸는데, 하남위례성은 한강과 남한산 사이의 현 서울 송파구, 강동구 일대에 위치했다. 위례성은 475년 고구려의 장수왕이 점령할 때까지 백제의 수도였다.
삼국시대에는 백제, 고구려, 신라가 서로 각축을 벌이면서, 국력이 왕성한 나라가 서울을 중심으로 한 한강 유역을 차지하였다. 475년 백제 한성(漢城)을 점령한 고구려의 장수왕은 한성을 한산군(漢山郡)으로 개칭하고, 서울의 한강 이북 지역에 남평양(南平壤)을 설치하였다. 551년 백제가 다시 점령하였으나, 553년 신라가 백제를 공격하여 한강 일대를 빼앗았다. 진흥왕은 이곳에 신주(新州)를 설치하여 백제로부터 빼앗은 지역을 관할하게 하였다. 557년(진흥왕 18년) 신주를 북한산주(北漢山州)로 개칭하였는데, 이후에는 전세(戰勢)에 따라 치소(治所)가 이동하면서 한강 유역에서는 북한산주와 남천주(南川州, 이천시)의 폐치분합(廢置分合)이 반복되다가, 664년(문무왕 4년)에야 비로소 한산주(남한산주)로 정리되었다. 757년(경덕왕 16년)에 전국의 행정구역 명칭을 중국식 한자어로 바꾸면서 한산주를 한주(漢州)로 개칭하고, 북한산군(현 서울의 한강 이북 지역)을 한양군(漢陽郡)으로 개칭하였다.

### 유적
- 백제 : 풍납토성, 몽촌토성, 서울 석촌동 고분군, 아차산성, 하남 이성산성
- 고구려 : 아차산성
- 신라 : 하남 이성산성

## 고려
고려는 918년(고려 태조 1년)에 한양의 이름을 양주(楊州)로 바꾸었고, 983년(고려 성종 2년)에 십이목(十二牧)을 두었을 때 양주에 양주목(楊州牧)을 두었다. 1067년 고려 문종 때에는 양주목에 소속시켰던 것을 3소경의 하나인 남경(南京)으로 승격시켰다. 남경의 경계는 동쪽이 대봉(大峰), 서쪽이 기봉(岐峰), 북쪽이 면악(面嶽), 남쪽이 사리(沙里)까지로, 남경 승격으로 인하여 서울은 더욱 지방제도상 중요한 위치를 차지하게 되었다. 이때부터 서울에 궁궐이 처음으로 창건되었고, 인근의 백성들을 이주시켜 생활하게 함으로써 큰 도시로서 발전하게 된 것이다. 그리고 숙종 때에는 현재의 경복궁 부근에 남경 행궁을 짓는 등 건설사업이 추진되었다. 1231년 이래 몽골이 침입하던 때에는 몽골군의 주둔지가 되기도 하였다.
1308년 충렬왕 때 원나라의 간섭으로 3경제도가 없어지자, 남경은 지방단위의 하나인 한양부(漢陽府)로 격하되었다. 그러나 공민왕은 1356년에 다시 3경 제도를 부활시켜 남경으로 승격하여 궁궐을 중수하였다. 1362년에는 다시 한양부(漢陽府)로 격하되었다. 그리고 원나라의 간섭을 벗어나 국권을 회복하자는 정책인 한양천도론은 우왕 때에 고조되어, 마침내 1382년 9월에 한양으로 천도를 단행하였다. 그러나 이듬해 2월에 다시 개경으로 돌아가게 되어 천도 기간은 6개월에 불과하였다. 그 후 우왕 때 천도 논의가 있었으나 기각되었고, 공양왕 때에 다시 한양으로 천도하였으나 또 6개월 만에 개경으로 돌아갔다.

## 한성부

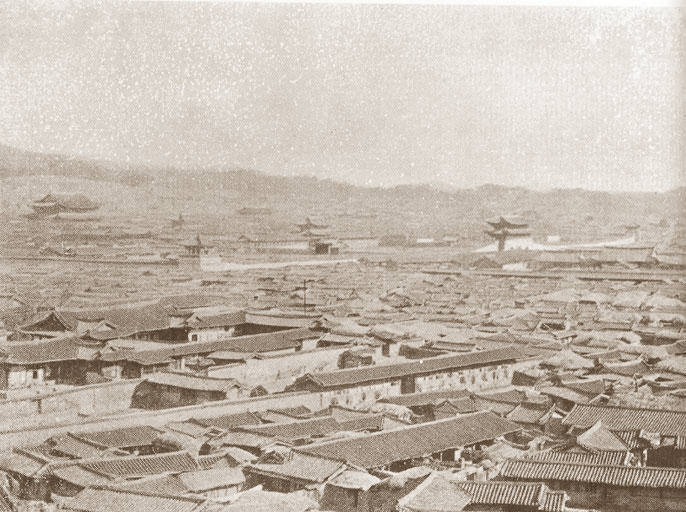
뒷쪽으로보이는게 광화문 근정문 근정전이다.

조선 시대에는 태조 이성계가 1392년 개경(개성)에서 조선을 건국하고 1394년 한양부(漢陽府)로 수도를 천도해서 1395년 이름을 한성부(漢城府)로 바꿨다. 천도 이후 한양에는 각종 공사가 잇따라 시행되어 수도로서의 면모를 갖추었다.
1394년 - 1398년과 1400년 - 현재까지 두 시기로 한양의 수도시기를 나눠 볼 수 있다. 1394년부터 4년 동안 수도였다가 1400년부터 다시 수도가 된 것인데 맨 처음 한양이 수도로 정해진 때까지 합치면 610년이 넘고, 태종 즉위부터 따지면 600년가량 된다. 조선이 개국하면서 조선 태조는 풍수 도참설에 따라 1394년 조선의 수도를 이곳으로 정하였다. 이 당시 한성부의 영역은 현재의 종로구, 중구보다 좁은 지역이다. 도성으로부터 약 10리 이내의 외곽지역도 한성부 관할의 성저십리로 편입되었고, 해당 지역에서의 매장, 벌채 등을 금지하였다. 이어 조선 태종 때, 궁궐을 확장하고 상가를 짓는 등 도시가 확장되었다. 임진왜란과 병자호란을 거치면서 도시는 많이 파괴되었다가 19세기에 많이 복구되었다. 19세기 말, 각종 근대 문물이 들어왔고, 1910년 일제에 의하여 경성부로 개칭되었다.
한성부는 정2품인 한성판윤이 최고 책임자였다. 하부 행정구역은 오부와 방(坊)과 계(契)·동(洞)으로 구성되었다. 15세기 초 인구는 10만명 정도였다.

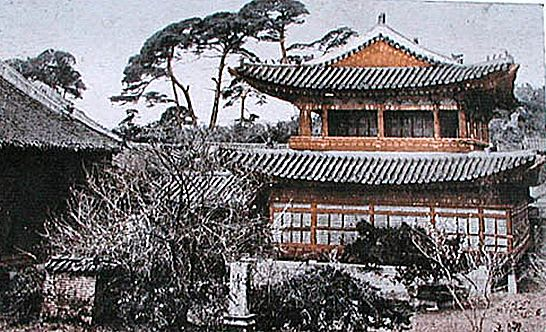
창덕궁 경훈각.
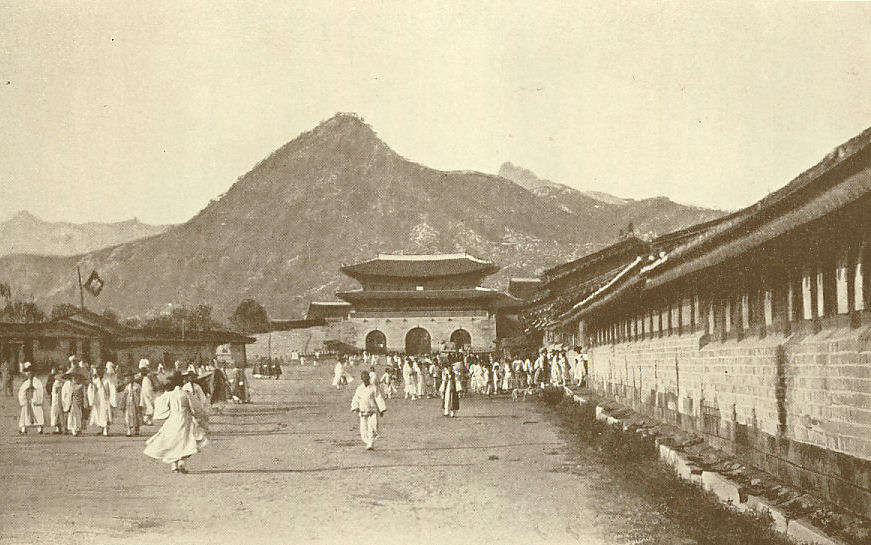
19세기 후반 경복궁 거리 풍경.
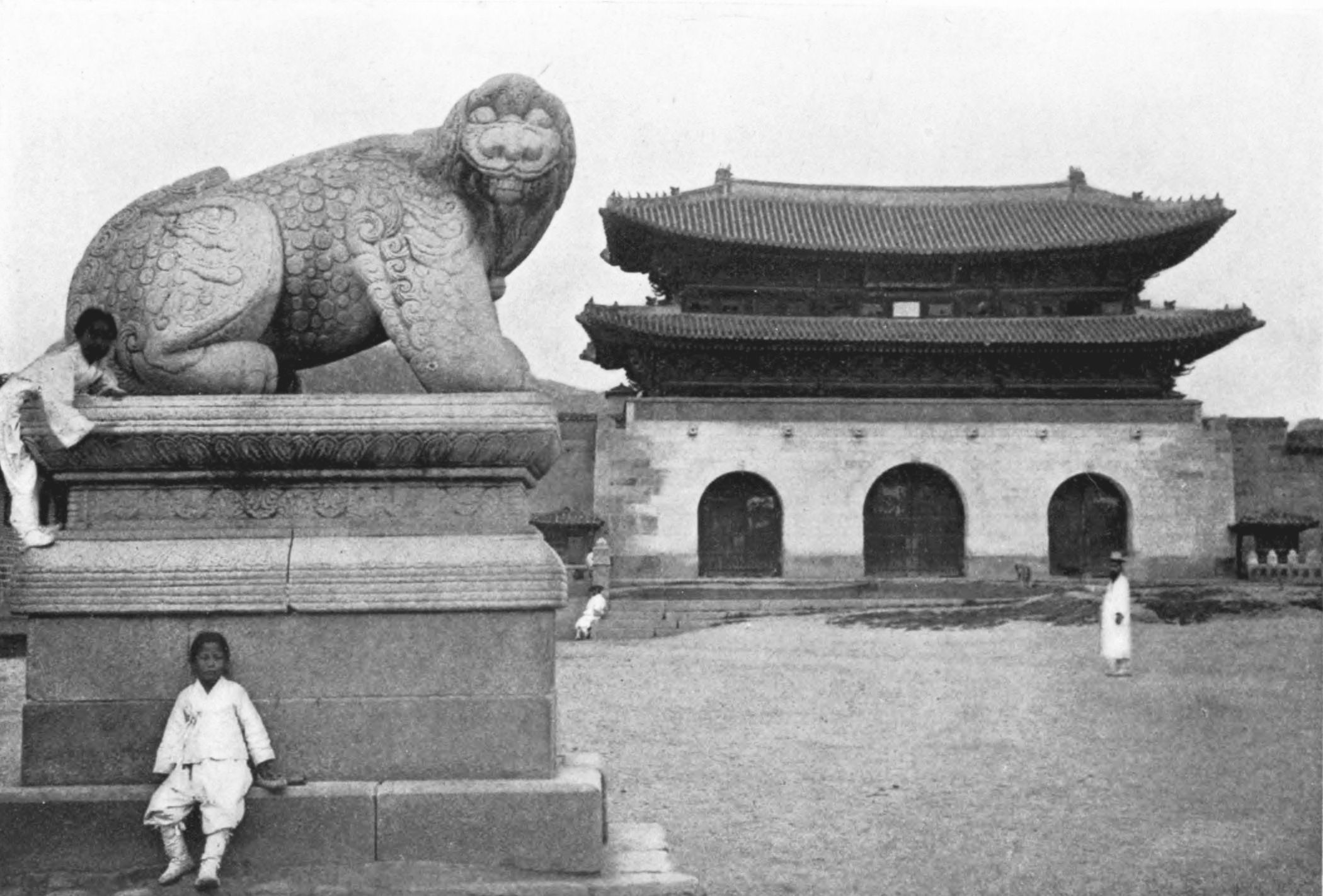
광화문 정문.
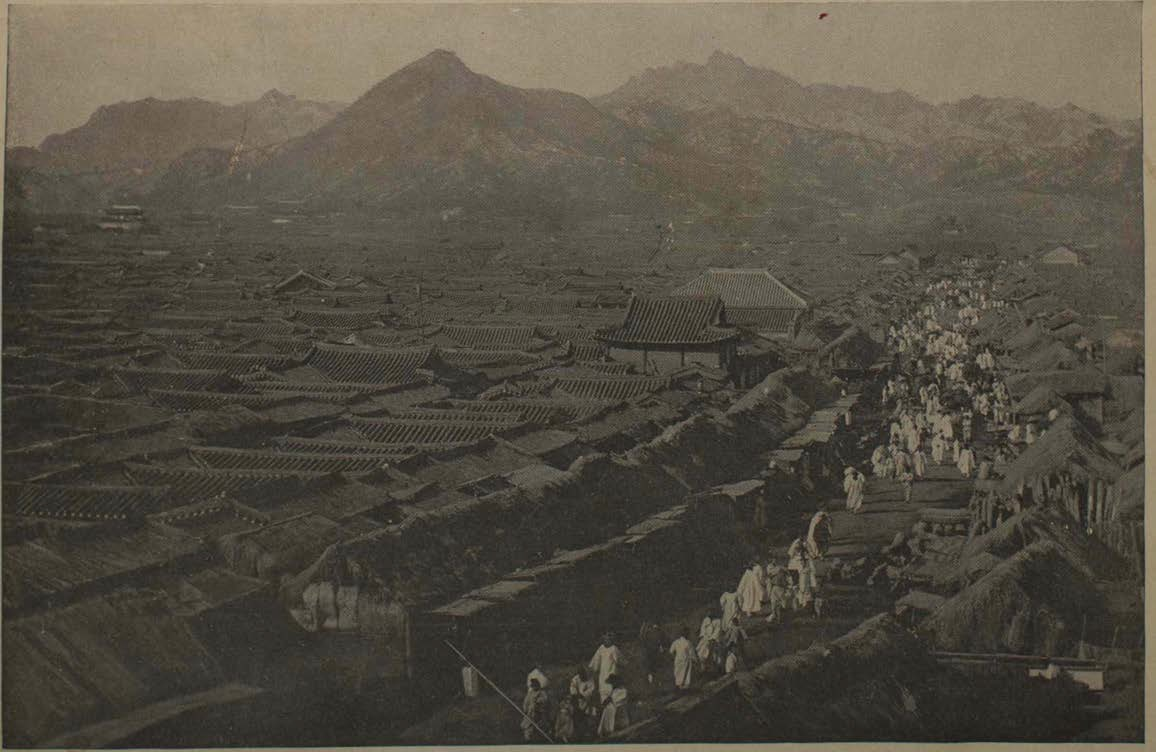
1894년 서울.
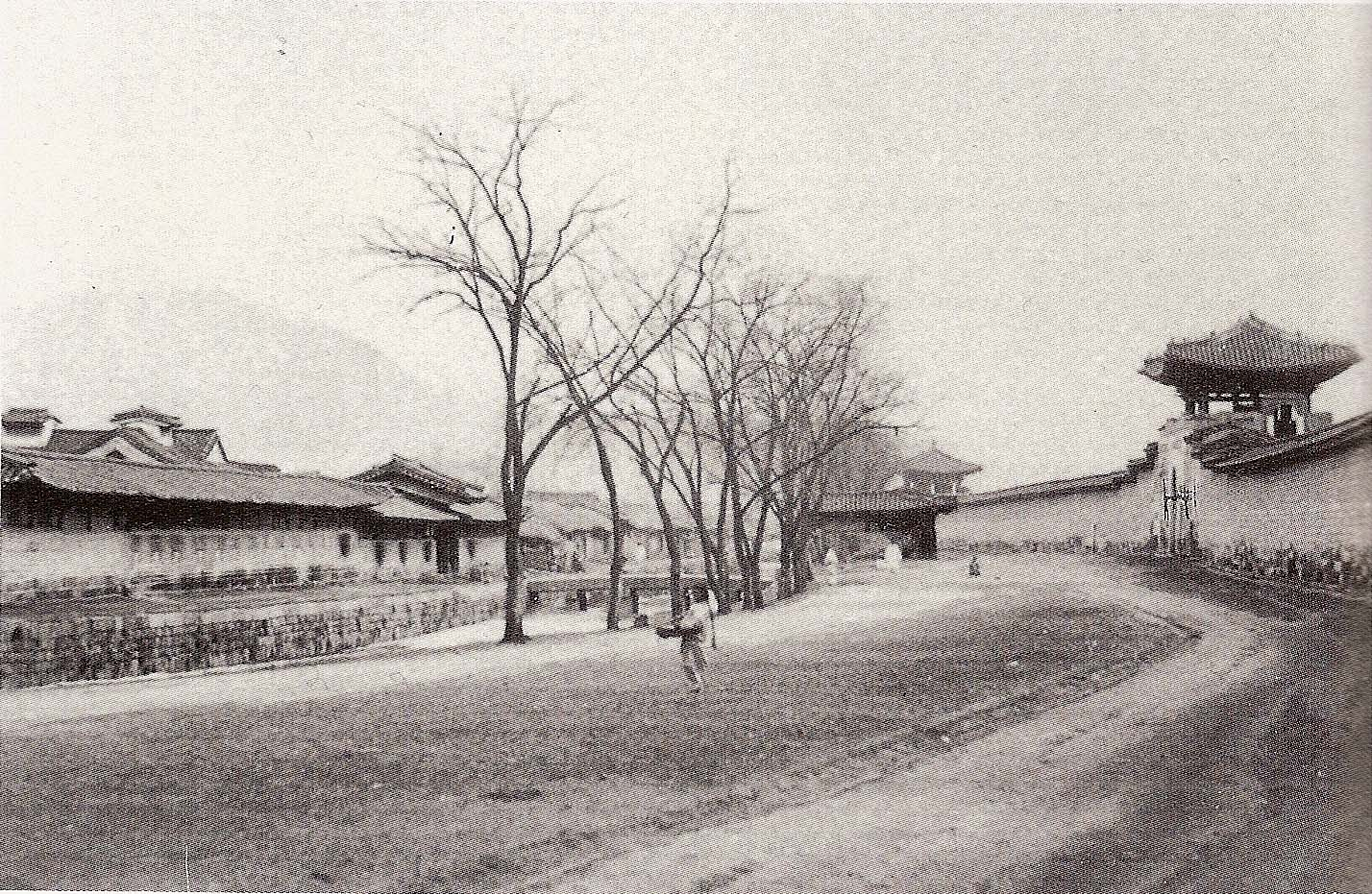
조선 후기의 서울 와룡동.
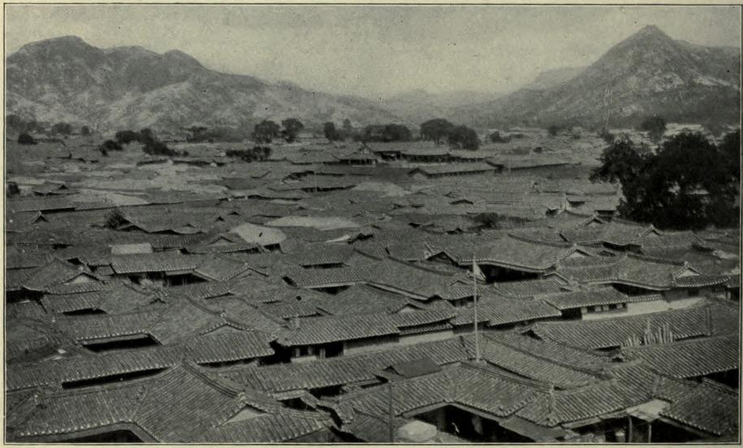
조선 후기의 서울 근교.
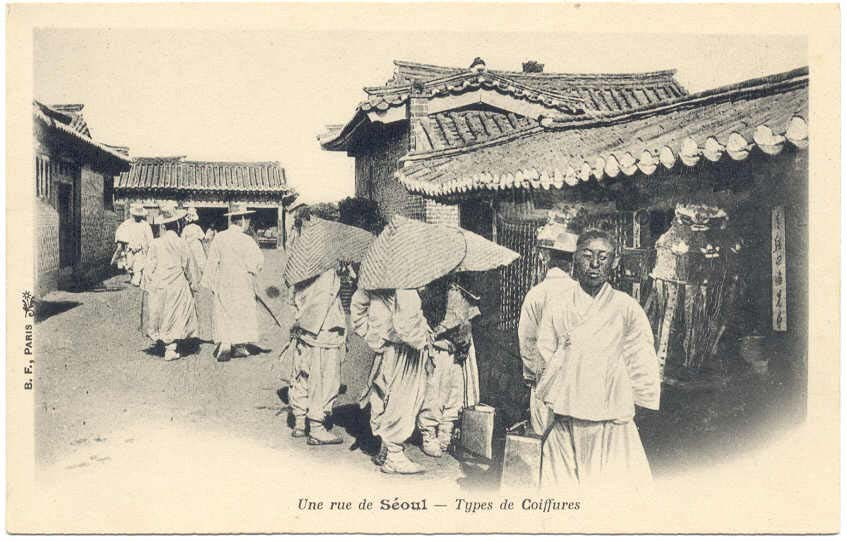
19세기 후반 서울의 좁은 거리 풍경.
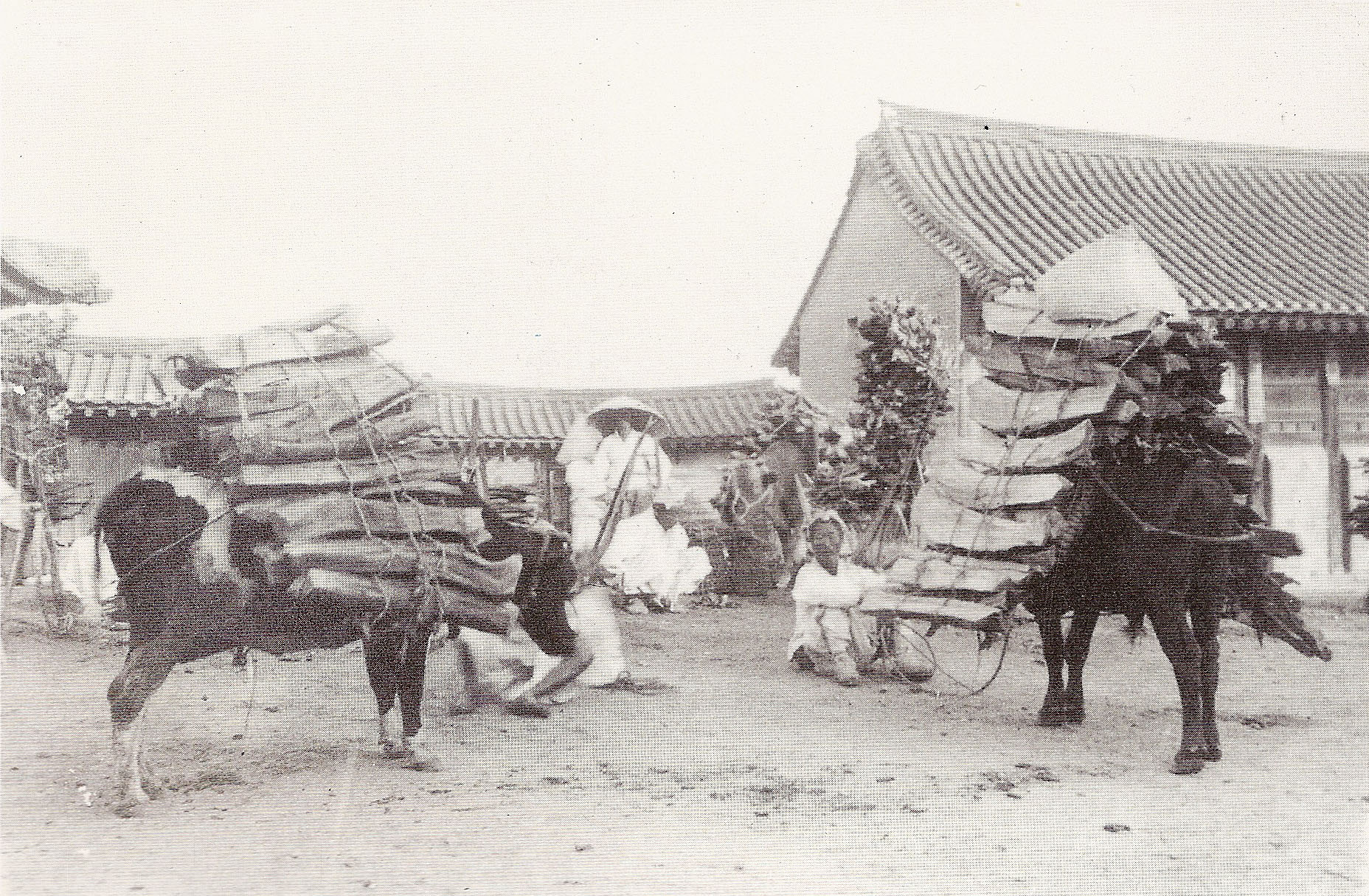
19세기 서울의 거리 풍경.
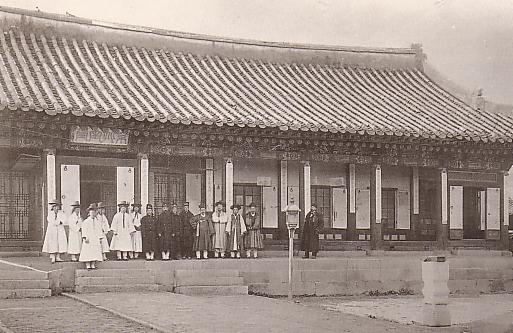
한성부 청사. (구 경기감영 건물 사용 시기)
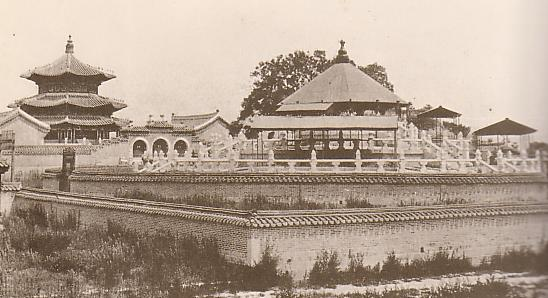
환구단
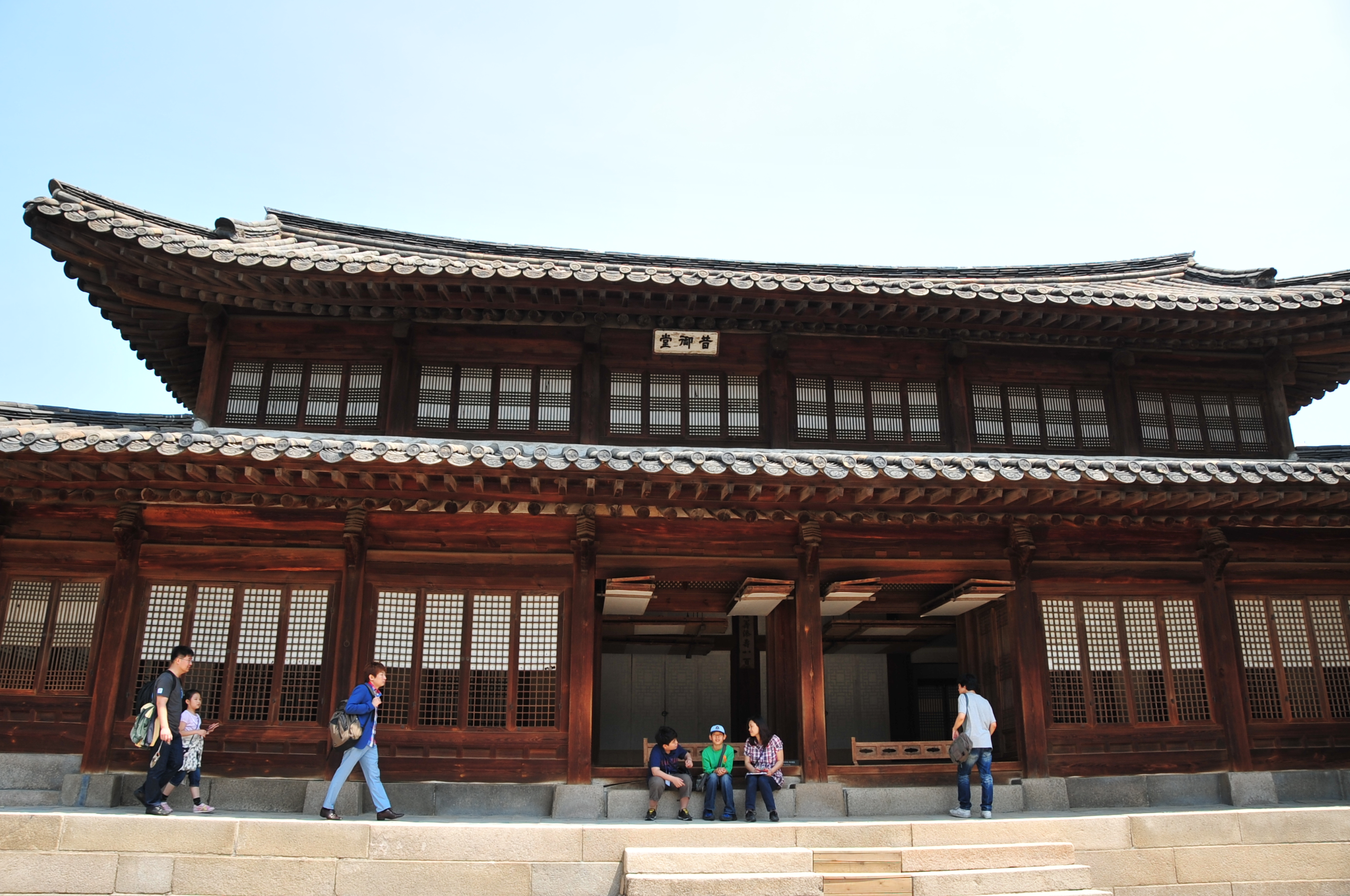
덕수궁 석어당.
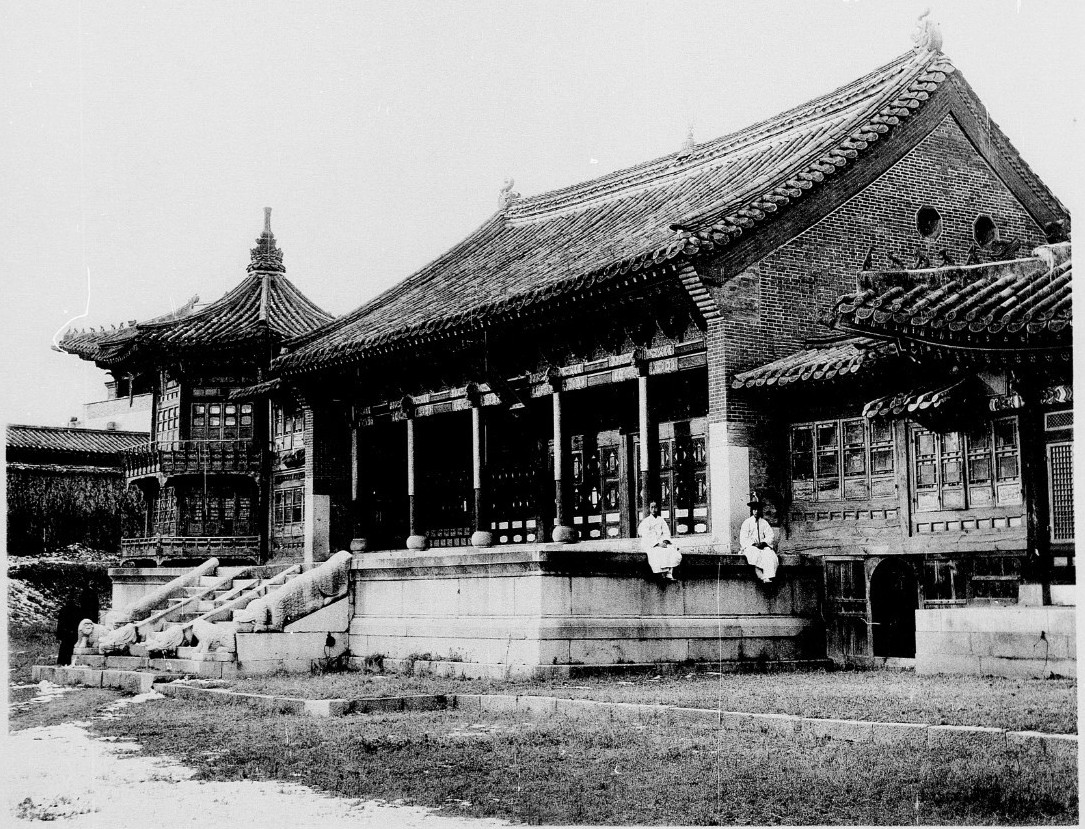
경복궁 집옥재.

## 경성부

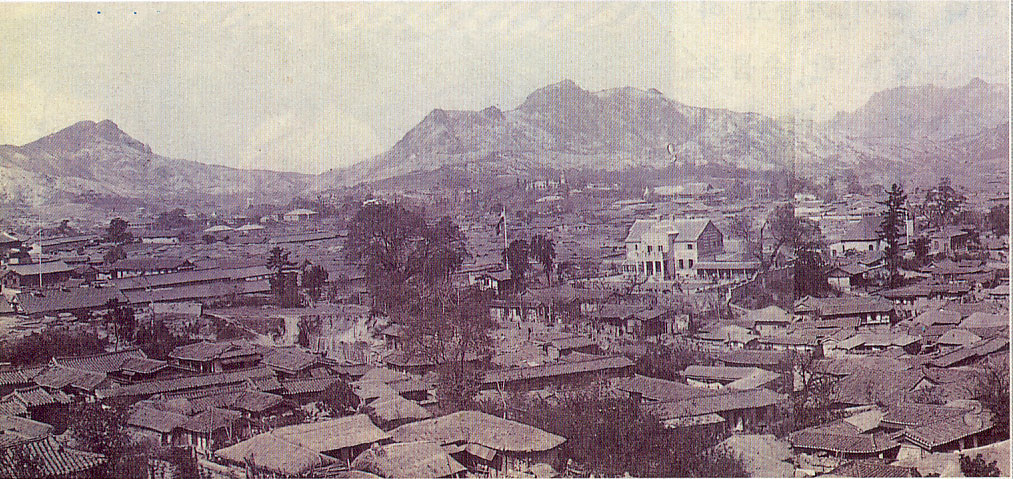
1900년대의 서울

일제 강점기에는 1910년 〈조선총독부 지방관관제〉에 따라 한성부는 경성부로 개칭되고 경기도의 하부 조직의 하나가 되었다. 조선과 대한제국의 수도였던 한성부는 1910년의 한일 합방과 함께, 같은 해 9월 30일에 시행된 조선총독부지방관관제에 의하여 ‘경성부’로 개칭되어 경기도의 도청소재지가 되었다. 경성부라는 이름은 수도가 있는 서울이라는 성곽을 가리킨 뜻이지만, 그 의미의 약화를 위해서 대개 일본식 발음인 ‘게이조’ 발음으로 불렀다. 1914년 행정구역 개편으로 경성부의 영역은 사대문안과 서대문구 일부, 용산, 숭인동, 창신동 일대로 축소되고 나머지 경성부의 8개면은 고양군에 편입되었다. 1936년에 도시화가 진행됨에 따라 주변 지역을 병합하여 4배로 확장되었고, 1943년에는 인구 증가에 따라 구가 설치되었다. 이때 7구(종로구, 중구, 용산구, 성동구, 영등포구, 동대문구, 서대문구)가 설치되고, 1944년에 주변의 일부 지역을 병합해 마포구를 추가로 설치하였다.

## 서울특별시

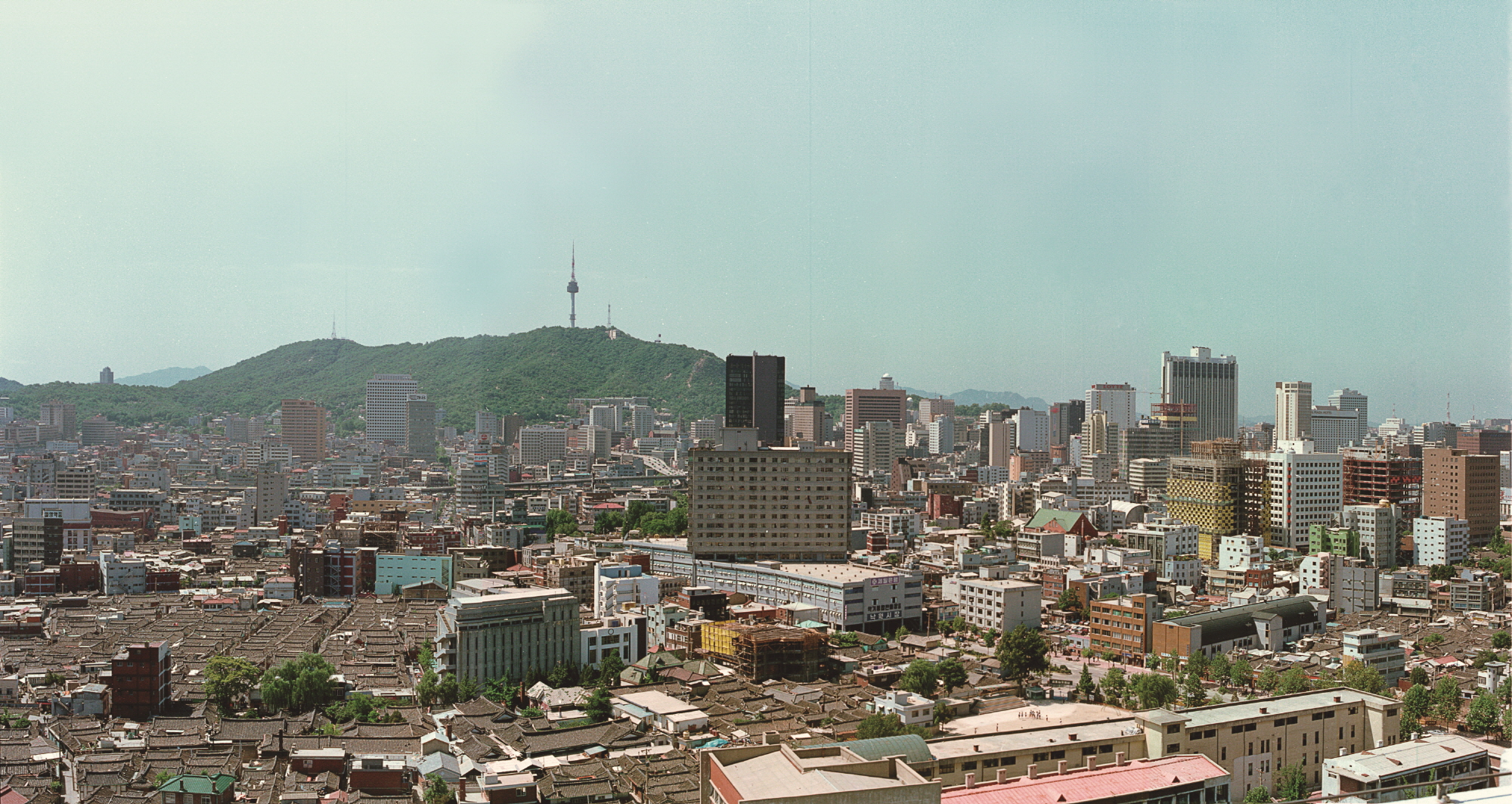
서울 도심 (1982년)

1945년 8월 15일 광복으로 서울은 한때 미군정 관할하에 있기도 하였으나, 그 해 10월 행정의 책임자가 우리나라 사람으로 바뀌었다. 1946년 8월 15일을 기해 경성부를 서울시로 고쳤고, 9월 28일 경기도에서 독립하여 서울자유특별시가 되면서 행정상의 직능과 권한이 도단위와 같게 되었다. 그리고 같은 해 10월 1일에는 종래에 써 오던 가로명과 동명의 일본식 명칭을 없애고, 선조들의 아호와 고유명칭으로 바꾸었다. 이때부터 서울의 인구는 해마다 증가하였고, 주변 지역은 크게 발전하기 시작하였다. 대한민국 정부가 수립된 이후인 1949년에는 서울특별시로 개칭되었다.
휴전(休戰) 후 전국 곳곳에 피난갔던 시민들이 다시 돌아오게 되었다. 따라서 서울은 전후(戰後) 복구사업에 착수하였고, 시민들의 생활도 활기를 띠게 되었다. 서울은 계속 발전하여 1960년 말에는 244만 5천 명의 인구가 생활하고 있는 대도시로 발전하게 되었다. 그리고 1960년경 이후부터 도심지에는 많은 회사와 금융기관이 집중하게 되면서 사무실이 부족하게 되고, 지가(地價)가 급속하게 상승되면서 도심지의 토지이용에 큰 변화가 생겼다. 그래서 1960년경부터 소공동(小公洞)·명동(明洞)·서소문·퇴계로·충무로 1가·회현동 등지에는 10∼20층 내외의 고층건물이 들어서서 도심지의 스카이 라인(skyline)은 높아져 갔다. 즉 서울도 근대적인 거대 도시(巨大都市－metropolitan)로서의 경관을 보이게 되었다. 그 반면 도심지에 있었던 주택지는 점점 줄어들어 공동화 현상이 나타남으로써, 청계·종로·수송·방산·일신·서대문 초등학교가 폐교되었다. 한편 강남의 영동지구에는 신흥주택 단지, 여의도와 반포지구에는 아파트 단지가 들어서기 시작하였다.
경기도 주변으로 서울의 행정구역은 점차 넓어졌고, 1963년의 대대적인 시역 확장은 오늘날 시역(市域)의 토대를 마련하였다. 1973년과 1995년을 거쳐 2015년에 현재의 시계(市界)가 완성되었다. 한편 1975년에는 강남구, 1977년에는 강서구, 1979년에는 은평구·강동구, 1980년에는 구로구·동작구가 신설되어 총 17개 구가 되었다. 이어 1988년까지 양천구·서초구·송파구·중랑구·노원구가 신설되었고 1996년 광진구·강북구·금천구가 신설됨으로써 서울특별시의 행정구역은 총 25개 구로 늘어났다.
이후 1988년에는 서울올림픽을 개최하였고, 2002년에는 한일 월드컵을 개최하였다.

## 연혁

### 행정구역사
- 고대

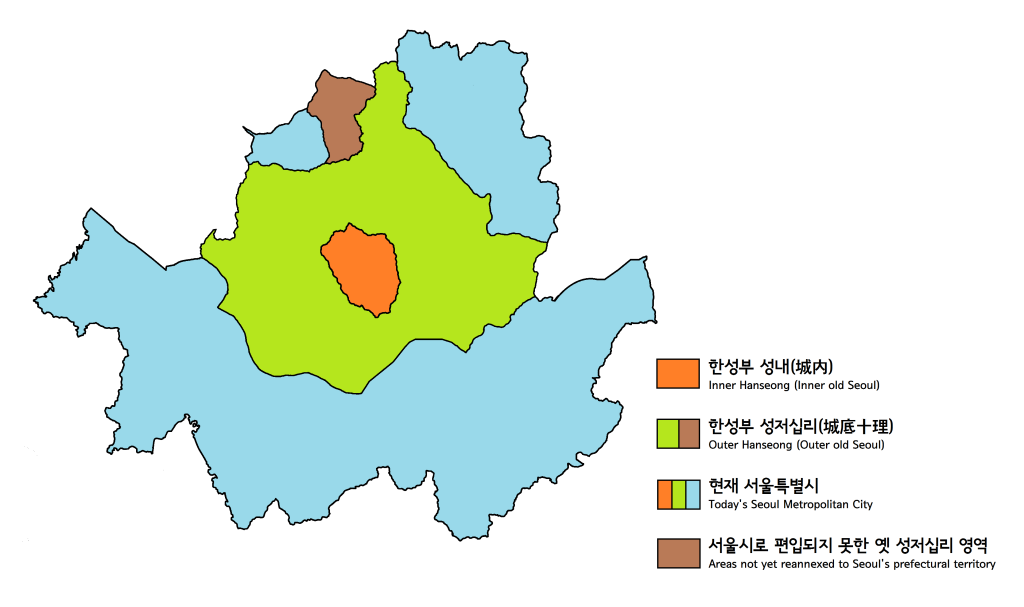
한성부 행정구역 영역도

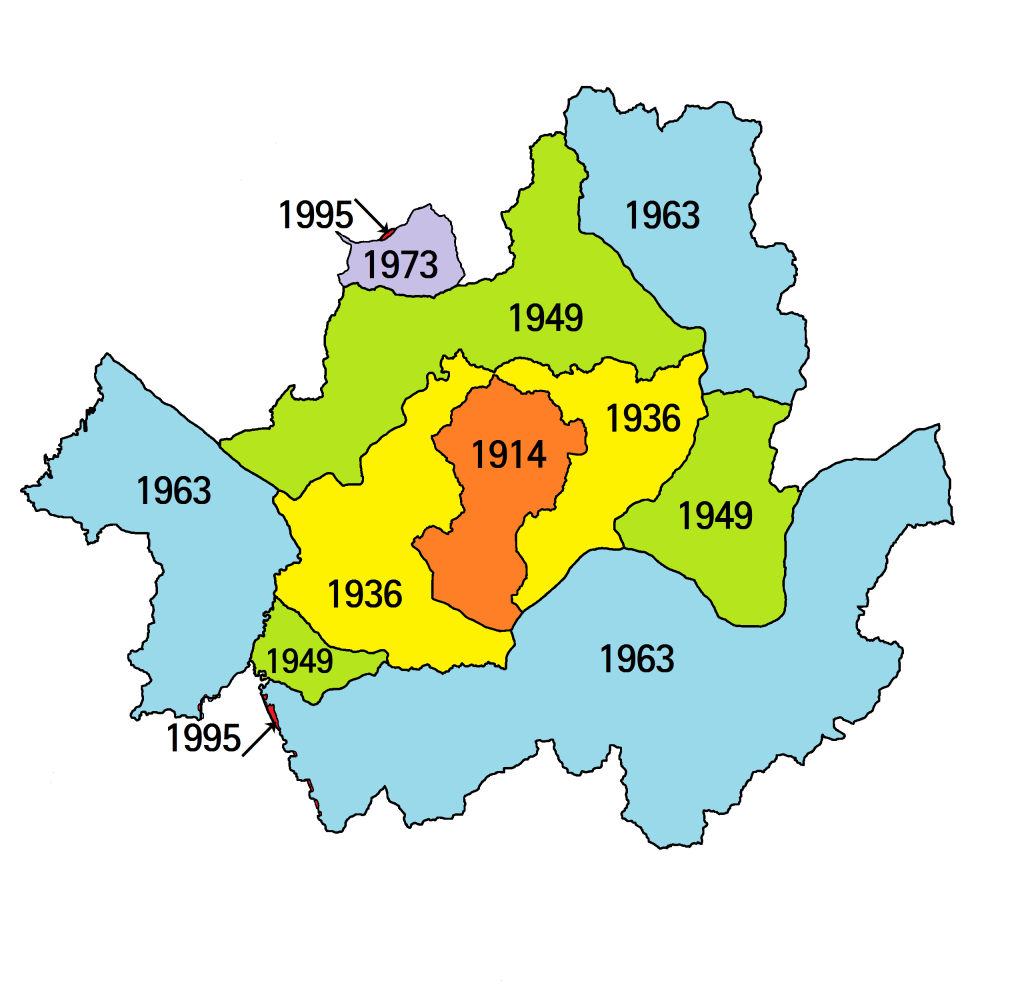
서울특별시 행정구역 변천도 (1914-1995년)

  - 한강 이북 : 한산(백제) → 북한산군, 남평양(고구려) → 북한산주, 북한산군(신라) → 한양군(통일신라)
  - 한강 이남 : 하남위례성(한성, 백제의 수도 BC 18년? - AD 475년) → 한산군(고구려) → 신주(신라) → 한산주(한주, 통일신라)
- 고려 시대 : 양주목, 남경, 한양부. (한강 이남은 광주목)
- 1394년 : 한양이 조선의 새 도읍지가 됨.
- 1395년 : 한성부의 행정구역을 도성 내부와 그 주변인 성저십리 지역으로 획정.
- 조선 후기 : 지금의 고양시 덕양구 북한동, 효자동을 성저십리(연은방 훈창계)에 편입.
- 1895년 : 경기도 양주군 고양주면 일부(지금의 광진구 서부, 중랑구 면목동, 성동구 성수동)를 한성부 두모방에 경기도 고양군 하도면 일부(지금의 마포구 수색동)를 한성부 연희방에 편입하였다.
- 1910년 : 한성부가 경기도 경성부로 격하되었고 성저십리의 방(坊)은 면(面)으로 전환하였다.
- 1914년 4월 1일 : 도성안과 용산 및 서대문, 동대문 주변 지역을 제외한 경성부 외곽을 고양군에 편입.
- 1936년 : 고양군 연희면 일부·은평면 일부·숭인면 일부·용강면·한지면을 경성부에 재편입. 시흥군 영등포읍 및 북면 일부와 김포군 양동면 양화리를 경성부에 신규 편입.
- 1943년 6월 10일 : 경성부 아래에 7개의 구(종로구, 중구, 성동구, 서대문구, 동대문구, 용산구, 영등포구)를 설치하였다.[4]
- 1944년 11월 1일 : 마포구를 설치하였다.[5]
- 1946년 8월 15일 : 경기도 경성부를 서울시로 개칭하였다.
- 1946년 9월 28일 : 서울시가 경기도 관할에서 분리되어 서울특별자유시로 승격되었고, 관할 구역은 종전과 같이 8개의 구로 하였다.[6] 이에 따라 서울특별자유시의 직능과 권한은 도(道) 단위와 같아졌다.[2]
- 1946년 10월 1일 : 행정구역의 명칭을 변경하였다. 8개 구의 명칭은 유지하되, 정목(丁目)은 가(街)로, 통(通)은 로(路)로, 정(町)은 동(洞)으로 변경하고, 일본식 명칭을 한성부 시절 명칭이나 위인·선현들의 이름·호 등을 인용하여 새로 제정하였다.[7][8][9]

| 서울특별자유시 헌장 제1조 | |
| 구 행정구역 (법정동) | 신 행정구역 |
| 종로구 명륜정1~4정목, 서대문정1·2정목, 종로1~6정목, 가회정, 간정(諫町), 견지정, 경운정, 계동정, 공평정, 관수정, 관철정, 관훈정, 교남정, 교북정, 궁정정, 권농정, 낙원정, 내수정, 내자정, 누상동, 누하동, 당주정, 도염정, 동숭정, 봉익정, 부암정, 사직정, 서린정, 소격정, 송월정, 수송정, 수은정(授恩町), 숭인정, 신교정, 연건정, 연지정, 예지정, 옥인정, 와룡정, 운니정, 원남정, 원서정, 은행정(銀杏町), 이화정, 익선정, 인사정, 인의정, 장사정, 재동정, 적선정, 중학정, 창성정, 창신정, 청운정, 청진정, 체부정, 충신정, 통의정, 통인정, 팔판정, 평동정, 필운정 | 종로구 명륜동1~4가, 신문로1·2가, 종로1~6정목, 가회동, 사간동, 견지동, 경운동, 계동, 공평동, 관수동, 관철동, 관훈동, 교남동, 교북동, 궁정동, 권농동, 낙원동, 내수동, 내자동, 누상동, 누하동, 당주동, 도렴동, 동숭동, 봉익동, 부암동, 사직동, 서린동, 소격동, 송월동, 수송동, 묘동, 숭인동, 신교동, 연건동, 연지동, 예지동, 옥인동, 와룡동, 운니동, 원남동, 원서동, 행촌동, 이화동, 익선동, 인사동, 장사동, 재동, 적선동, 중학동, 창성동, 창신동, 청운동, 청진동, 체부동, 충신동, 통의동, 통인동, 팔판동, 평동, 필운동 |
| 중구 본정1~5정목, 봉래정1~4정목, 광희정1·2정목, 길야정(吉野町)1·2정목, 남대문통1~5정목, 대화정1~3정목, 남산정1~3정목, 명치정1·2정목, 앵정정(櫻井町)1·2정목, 영락정(永樂町)1·2정목, 욱정1~3정목, 황금정(黃金町)1~7정목, 태평통1·2정목 | 중구 충무로1~5가, 봉래동1~4가, 광희동1·2가, 도동1·2가, 남대문로1~5가, 필동1~3가, 남산동1~3가, 명동1·2가, 인현동1·2가, 저동1·2가, 회현동1~3가, 을지로1~7가, 태평로1~2가 |
| 중구 무교정, 방산정, 어성정(御成町), 남미창정(南米倉町), 다옥정(茶屋町), 신정(新町), 동사헌정(東四軒町)·서사헌정(西四軒町), 병목정(竝木町), 북미창정(北米倉町), 서소문정, 장곡천정(長谷川町), 수정(壽町), 수표정, 수하정, 신당정, 약초정(若草町), 왜성대정(倭城臺町), 일지출정(日之出町), 임정(林町), 입정정, 장교정, 정동정, 주교정, 중림정, 초음정(初音町), 화원정(花園町) | 중구 무교동, 방산동, 양동, 남창동, 다동, 묵정동, 장충동1·2가, 쌍림동, 북창동, 서소문동, 소공동, 주자동, 수표동, 수하동, 신당동, 초동, 예장동, 남학동, 산림동, 입정동, 장교동, 정동, 주교동, 중림동, 오장동, 예관동 |
| 서대문구 의주통1·2정목, 죽첨정(竹添町)1~3정목, 관동정(館洞町), 냉천정, 화천정(和泉町), 옥천정, 천연정 | 서대문구 의주로1·2가, 충정로1~3가, 영천동, 냉천동, 순화동, 옥천동, 천연정 |
| 용산구 용산정1~6정목, 원정1~3정목, 이촌정, 청엽정(靑葉町)1~3정목, 한강통1~3정목, 삼판통(三坂通), 암근정(岩根町), 산수정(山手町), 강기정(岡崎町), 연병정(鍊兵町), 경정(京町), 고시정(古市町), 금정(錦町), 대도정(大島町), 미생정(彌生町), 서계정, 영정(榮町), 주성정, 청수정(淸水町) | 용산구 용산동1~6가, 원효로1~3가, 이촌정, 청파동1~3가, 한강로1~3가, 후암동, 청암동, 산천동, 갈월동, 남영동, 문배동, 동자동, 효창동, 용문동, 도원동, 서계동, 신계동, 주성동, 신창동 |
| 마포구 구수정, 노고산정, 당인정, 상수일정(上水溢町), 하수일정(下水溢町) | 마포구 구수동, 노고산동, 당인동, 상수동, 하수동 |
| 영등포구 노량진정, 당산정, 번대방정(番大方町) | 영등포구 노량진동, 당산동, 대방동 |
- 1946년 10월 9일 : 서울특별자유시의 행정기구를 개편하여 종래에 1실 4부였던 것을 8개국으로 하였다.
- 1947년 6월 : 정회(町會)를 동회(洞會)로 개편하여 동회제를 실시하였다.[10]
- 1948년 8월 15일 : 대한민국 정부 수립과 함께 대한민국의 수도가 되었다. 이 시기에 가로를 확장하여 대로변에 있는 일본식 상점 건물은 철거하고 새로운 양식의 건물을 세우기도 하였다.[2]
- 1949년 8월 15일 : 서울특별자유시에서 서울특별시로 개칭. 경기도 고양군 은평면·숭인면·뚝도면을 서울특별시에 재편입. 시흥군 동면 구로리·도림리·번대방리를 서울특별시에 신규 편입. 숭인면과 동대문구 일부에 성북구를 설치하여 9개 구가 되었다.[11] 새로 편입된 지역을 관할하기 위하여 같은 날 서대문구 은평출장소, 성동구 뚝도출장소, 성북구 숭인출장소가 설치되었다[12].
- 1950년 3월 15일 : 서울특별시에 속한 리(里)가 모두 동(洞)으로 변경됨[13]
- 1955년 4월 18일 : 동회제를 폐지하고 행정동제를 시행하였다.[14]
- 1963년 1월 1일 (서울 대확장) : 경기도 시흥군 동면(안양리 제외)·신동면, 부천군 소사읍 동부, 김포군 양서면·양동면, 광주군 언주면·대왕면 일부·중대면·구천면, 양주군 노해면·구리면 일부가 서울특별시에 편입되었다.[15] 이상의 지역이 서울특별시로 편입됨으로써 시역(市域)은 강남지구와 북동부쪽으로 크게 확대되었고 서울특별시의 총면적은 613.04km2에 달하였으며 서울특별시민은 3,094,022명이 되었고 행정기구는 9개구, 13개 출장소, 341개의 행정동이 설치되었다. 따라서 도심부에 있는 주택·학교·공장의 일부가 천호동·불광동·남가좌동·월곡동·장위동·화계동·공항동 등의 주변지역으로 이전하게 되었다.[2]
- 1963년 8월 28일 : 서울 행정구역 신규편입지가 서울특별시 도시계획구역으로 편입되었다.[16]
- 1963년 9월 17일 : 경기도 중 시흥군 서면 철산리·광명리·하안리 및 과천면, 부천군 오정면 고강리·원종리·작리, 고양군 신도면이 서울특별시 도시계획구역에 편입되었다.[17]
- 1970년 : 경기도 중 양주군 구리면 갈매리와 별내면 일부가 서울특별시 도시계획구역에 추가 편입되었다.
- 1973년 7월 1일 : 도봉구와 관악구가 신설되어 11개 구가 되고, 경기도 고양군 신도면 구파발리, 진관내리 및 진관외리가 서울시 서대문구로 편입되었다. 이와 함께 서울 영등포구 개봉동과 경기 시흥군 서면 광명리 간 경계조정이 이루어졌다[18]. 이로써, 면적은 627.06km2가 되었다.[2]
- 1975년 10월 1일 : 강남구가 신설되었다.[19]
- 1977년 10월 1일 : 강서구가 신설되었다.[20]
- 1979년 10월 1일 : 강동구와 은평구가 신설되었다.[21]
- 1980년 4월 1일 : 동작구와 구로구가 신설되었다.[22]
- 1982년 12월 : 서울특별시 도시계획구역 중 광명시 철산동·하안동·광명동 대부분 지역과 구로구 독산동 일부(월경지)가 도시계획구역에서 분리되었다. (광명시 도시계획구역 분리 신설)
- 1986년 : 서울특별시 도시계획구역 중 부천시 지역(구 오정구 일부)이 도시계획구역에서 분리되었다. (부천시 도시계획구역 편입)
- 1988년 1월 1일 : 강동구, 동대문구, 도봉구, 강남구, 강서구 중 일부를 관할로 각각 송파구, 중랑구, 노원구, 서초구, 양천구가 설치되었다.[23]
- 1991년 : 서울특별시 도시계획구역 중 과천시 지역(과천시 전역)이 도시계획구역에서 분리되었다. (과천시 도시계획구역 분리 신설)
- 1994년 : 서울특별시 도시계획구역 중 고양시(현 덕양구 일부), 구리시(갈매동) 및 남양주군(현 별내동 일부) 지역이 도시계획구역에서 분리되었다. (고양시, 구리시 도시계획구역 편입)
- 1995년 3월 1일 : 성동구, 도봉구, 구로구 중 일부를 관할로 각각 광진구, 강북구, 금천구가 설치되었다. 이와 함께 경기도 고양시 지축동 일부와, 경기도 광명시 광명동 및 철산3동 일대의 월경지를 서울특별시에 편입하였다.[24].
- 1995년 상반기 : 서울특별시 도시계획구역 중 광명시 철산1동 일부 지역이 도시계획구역에서 분리되었다. (광명시 도시계획구역 편입)
- 2015년 12월 7일 : 위례신도시 건설에 따라 서울특별시 송파구, 경기도 성남시, 하남시 간의 관할 구역을 조정하였다.[25]

### 문화사

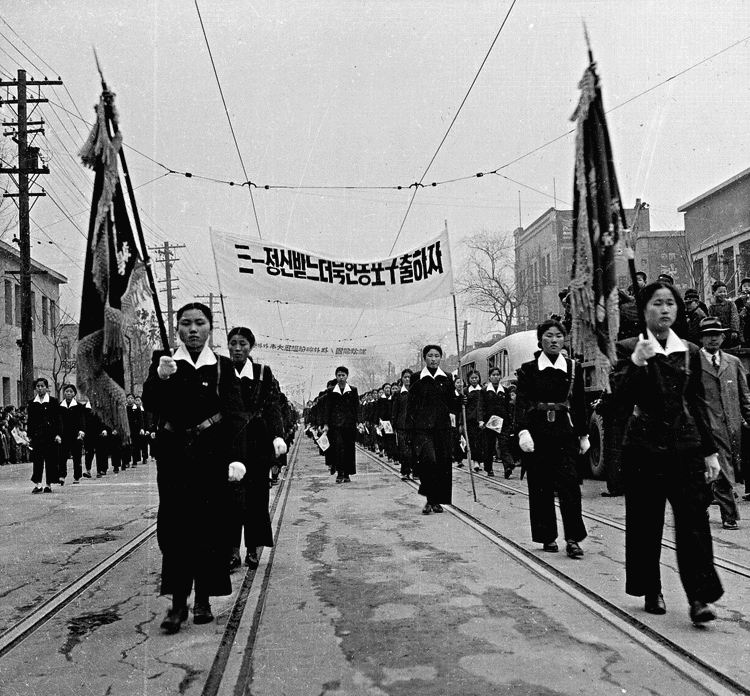
제35회 3·1절 시가행렬. 각종 구호가 적힌 플래카드가 눈길을 끈다(1954)

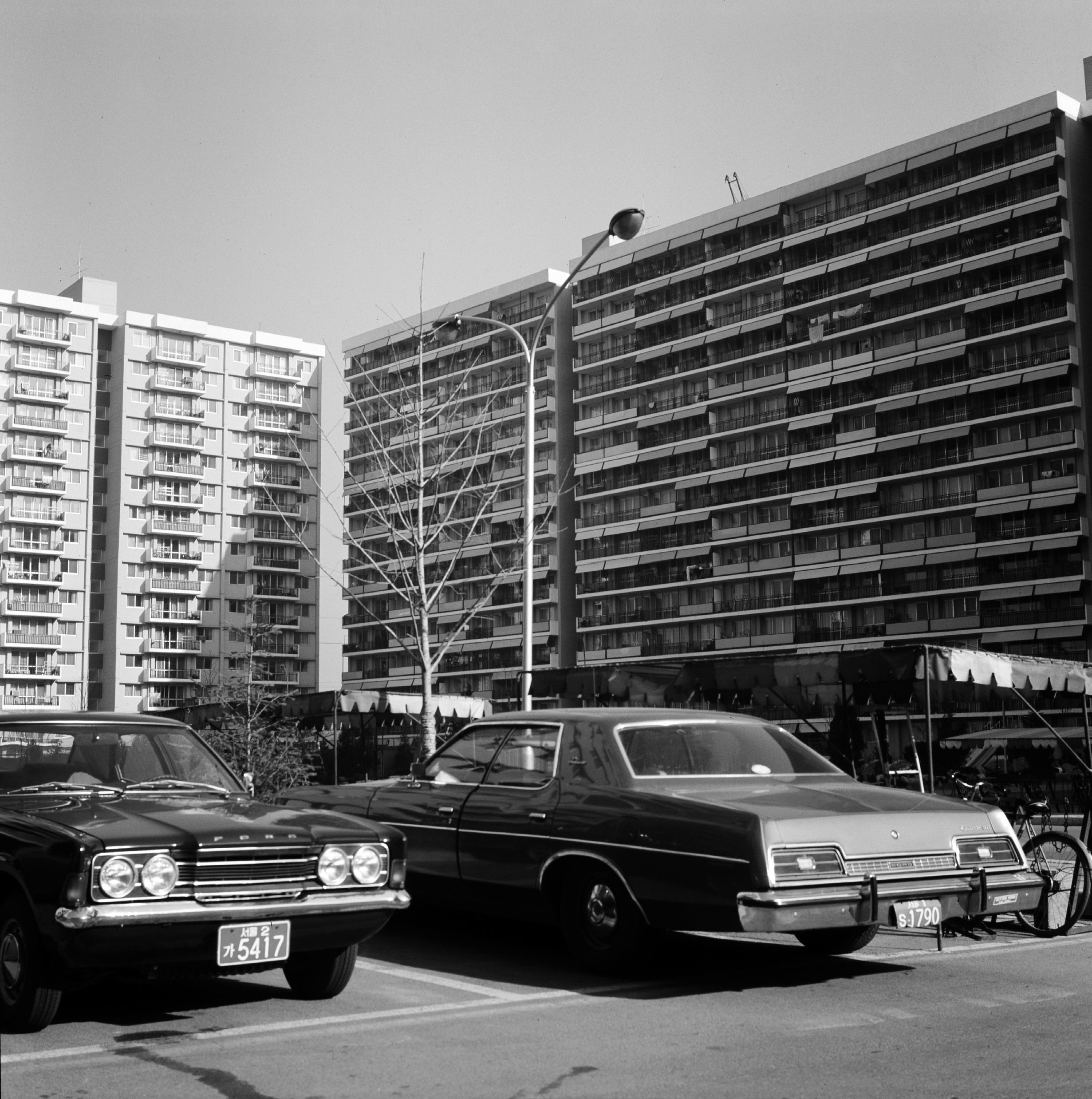
서울 한강변의 맨션아파트 전경(1976)

- 1949년 8월 15일 : 제1회 서울시 문화상 시상식
- 1950년 6월 25일 : 6·25 전쟁 발발, 정부는 부산으로 일시 옮겨 갔다.[2]
- 1950년 6월 28일 : 대한민국 국군이 한강 인도교를 폭파함. 서울시가 조선인민군에게 점령당함
- 1950년 9월 15일 : 유엔군의 인천 상륙 작전이 성공함.
- 1950년 9월 28일 : 대한민국 국군이 서울을 수복함.
- 1951년 1월 4일 : 조선 인민군이 다시 승기를 잡으면서, 서울을 점령(1.4 후퇴)부산에 서울특별시 행정청 설치를 피난하다.
- 1951년 3월 14일 : 대한민국 국군이 서울을 수복하였다. 그러나 한국전쟁으로 시가(市街)는 심한 전재(戰災)를 입었다. 즉 정부기관·공공시설·공장·학교·주택 등의 도시의 기본적인 시설이 일시에 파괴되어 많은 피해를 입게 되었다.[2]
- 1955년 5월 31일 : 서울시내 무허가 건물 철거시작
- 1956년 8월 13일 : 초대 서울특별시의회 의원선거 실시 - 9월 5일 의회 구성
- 1956년 8월 16일 : 서울특별시 교육위원회 발족으로 교육자치제 실시
- 1958년∼1961년 12월 3일 : 청계천 복개공사
- 1960년 4월 19일 : 4·19 혁명이 서울에 일어났다.
- 1961년 5·16군사정변 이후 서울은 또다시 새로운 발전을 하게 되었다. 수도 서울의 건전한 발전을 도모할 목적으로 서울특별시는 행정상 내무부장관의 감독권을 벗어나, 국무총리에 직속되게 되었다. 따라서 서울특별시장은 소관사무에 관하며 국무회의에 출석하여 발언을 할 수 있게 되었다.[2]
- 1961년 12월 4일 : 최초 단지아파트(마포아파트) 건설
- 1962년 1월 1일 : 서울시민헌장 발표
- 1962년 5월 16일 : 남산케이블카가 등장했다.
- 1966년 5월 3일 : 광화문 지하보도 공사. 이때, 광화문우체국과 서울 고종 어극 40년 칭경기념비가 이전하였고, 수도의대 부속 광화문 병원이 철거되었다.[26]
- 1966년 1월 31일 ~ 1969년 12월 31일 : 제3한강교(현 한남대교)착공됨
- 1967년 6월 15일 : 세운상가 개관
- 1968년 4월 1일 : 서울 세종로 충무공 동상 제막
- 1968년~1969년 : 광주대단지 이주. 서울특별시는 판자촌과 도시빈민 문제를 해결하기 위해 신도시(성남)를 개발하여 빈민들을 이주시키는 정책을 세웠다. 그리하여 서울의 청계천 일대를 비롯한 판자촌을 대거 철거하면서 주민들을 강제 이주시킬 계획을 마련하였다. 서울특별시는 1968년 5월 7일 건설부로부터 개발인가를 받아 1969년 4월 1일 "중부면 성남지구 일단의 주택단지 경영사업" 조성공사에 착수하였으며, 1969년 5월 2일부터 경기도 광주(지금의 성남시 지역)로 서울시의 철거민을 집단 강제 이주시켰다. 그렇게 해서 모인 빈민들의 수는 14만5천여 명에 이르렀다.[27]
- 1970년 3월 17일 : 조선호텔은 지하 2층, 지상 18층 규모의 최신식 호텔을 새로 지어 개관하였다.
- 1970년 4월 26일 : 마포구의 와우시민아파트 붕괴
- 1971년 10월 18일 : 서울 시청 광장과 맞닿아 있는 화교 상가가 철거됨으로써 소공동 일대 도심 재개발 사업이 본격적으로 시작되었다. 한국화약이 소공동 땅을 화교로부터 매입하여 호텔부지를 확보하였다.
- 1971년 12월 25일 : 대연각호텔이 화재로 소실되었다.
- 1972년 5월 5일 : 서울어린이대공원(능동) 개관
- 1973년 한국화약은 소공동 부지 지하 3층, 지상 22층짜리 호텔을 짓기 시작해 1976년 9월에 준공했다. 서울 도심부 재개발 사업 제1호 사업으로 플라자호텔이 탄생한 것이었다.
- 1977년 11월 28일 : 서울올림픽주경기장 기공식
- 1978년 4월 14일 : 세종문화회관 개관
- 1984년 5월 1일 : 경기도 과천시에 서울대공원 개장
- 1984년 9월 29일 : 서울올림픽주경기장 개장
- 1986년 9월 17일 : 한강 유람선 운행 개시
- 1986년 9월 20일 ~ 10월 5일 : 제10회 아시안 게임이 서울에서 개최
- 1988년 9월 17일 ~ 10월 2일 : 제24회 하계 올림픽이 서울에서 개최
- 1988년 9월 19일 : 미국의 맥도날드 햄버거가 압구정동에 상륙
- 1994년 11월 29일 : 서울이 수도가 정해진지 600년이 됨, 한옥마을에 타임캡슐 매장
- 1995년 1월 18일 : 쓰레기 종량제 실시
- 1995년 6월 29일 : 삼풍백화점 붕괴
- 1997년 4월 : 여의도광장에 여의도공원을 착공
- 1998년 11월 6일 : 성산동 서울월드컵경기장 기공식
- 2000년 10월 : 제1회 서울세계불꽃축제 개최
- 2000년 : 4대문안 역사문화탐방로 인사동길 조성
- 2001년 11월 10일 : 서울월드컵경기장 개장
- 2002년 5월 31일 ~ 6월 30일 : 2002년 FIFA 월드컵 개최
- 2005년 6월 18일 : 서울숲 개장
- 2003년 7월 1일부터 2005년 9월 30일까지 청계천 위의 고가도로를 철거하고 복개를 걷어내고 주변 공간을 정비하였다.
- 2004년 5월 1일 : 서울광장 개장
- 2007년 12월 : 동대문운동장 철거
- 2009년 8월 1일 : 광화문광장 개장
- 2010년 11월 11일 ~ 11월 12일 : G20 정상회의가 서울에서 개최
- 2012년 3월 26일 ~ 3월 27일 : 2012년 핵안보정상회의가 서울에서 개최
- 2014년 3월 22일 : 동대문 디자인 플라자 개장

### 교통사

한강인도교(現:한강대교) (1958년)

- 1948년 8월 1일 : 서울시내 자동차 4,706대 등록
- 1952년 7월 20일 : 한강철교 복구 개통
- 1953년 9월 23일 : 서울시내버스 운수조합 창립
- 1954년 1월 7일 : 서울시내 택시조합 창립
- 1958년 5월 15일 : 한강인도교 개통
- 1967년 6월 17일 : 태평로 지하도 개통
- 1967년 8월 13일 : 3·1고가도로(청계고가도로) 완성(2003년에 철거되었다.)
- 1968년 11월 30일 : 서울시내에 전차 운행이 중지되었다.
- 1969년 3월 31일 ~ 1970년 8월 31일 남산 1·2호터널 개통
- 1970년 7월 7일 : 경부고속도로가 완공되었다.
- 1971년 4월 12일 : 서울 지하철 서울역앞 - 청량리 구간 기공.
- 1972년 7월 14일 : 잠실대교 개통
- 1974년 8월 15일 : 서울 지하철 1호선(종로선) 서울역앞 - 청량리 구간 개통. 이와 동시에 수도권 전철 1호선 서울역앞 - 수원, 구로 - 인천, 청량리 - 성북 구간이 개통하여, 서울 지하철 1호선과 직결 운행
- 1976년 5월 1일 ~ 1978년 5월 21일 : 남산 3호터널 개통
- 1980년 9월 10일 : 성수대교 개통
- 1984년 5월 22일 : 서울 지하철 2호선 전체 개통
- 1985년 4월 20일 : 4호선 1차 개통
- 1985년 10월 18일 : 서울 지하철 3호선, 4호선 전체 개통
- 1986년 5월 2일 : 88올림픽대로가 개통
- 1991년 2월 15일 : 승용차 10부제 실시
- 1994년 10월 21일 : 성수대교 붕괴
- 1995년 2월 20일 : 버스전용차선제 실시
- 1996년 : 지하철 5, 7, 8호선 개통
- 1999년 7월 2일 : 지하철 8호선 전구간 개통
- 2000년 : 지하철 7호선 개통
- 2000년 : 서울시티투어버스 개통
- 2000년 : 지하철 6호선 개통
- 2001년 3월 9일 : 지하철 6호선 전구간 개통
- 2009년 7월 24일 : 9호선 1단계 개통
- 2010년 2월 18일 : 3호선 연장선 개통
- 2015년 3월 28일 : 9호선 2단계 개통

## 같이 보기
- 한국의 역사